# Märta Lindholm
Märta Elin Eugenie Lindholm, född 20 mars 1914 i Borgå, död 13 november 1972 i Göteborg, var en finländsk gymnastiklärare. 
Lindholm, som var dotter till vicekonsul Hjalmar Oskar Felix Eklöf och grevinnan Sigrid Helene Stewen-Steinheil, blev student 1934, avlade gymnastiklärarexamen 1938, medikalgymnastexamen 1940 och instruktionsgymnastexamen vid Sahlgrenska sjukhuset i Göteborg 1965. Hon var gymnastiklärare vid Borgå folkhögskola 1940–1952, vid Svenska folkakademin 1940–1952, vid Porvoon Naisopisto 1945–1952, gymnastikledare i Helsingfors 1936–1939 och från 1952, vid Åggelby svenska samskola 1953–1962, vid Medborgarhögskolan 1958–1962 och sjukgymnast vid Sahlgrenska sjukhuset i Göteborg från 1962. 
Lindholm var ordförande i Borgå kvinnliga gymnastikförening 1940–1952, en period som omnämns som en "föreningens glansperiod". Bland annat gjorde Lindholm koreografin till det finlandssvenska massprogrammet till den stora gymnastikfesten Lingiaden i Stockholm 1949, där fyrtio damer från Borgå deltog. För denna och andra insatser tilldelades hon i december 1949 "Sportpressens guldmedalj för främsta idrottsbragd i svensk-Finland under 1949".
Lindholm var ordförande i östra distriktet av Finlands Svenska Kvinnogymnastikförbund 1940–1952, viceordförande i Finlands Svenska Kvinnogymnastikförbund från 1957 och ordförande i Gymnastikföreningen i Helsingfors 1954–1960. Hon blev hedersledamot av Borgå kvinnliga gymnastikförening 1952 och av Gymnastikföreningen i Helsingfors 1962.
Hon ingick 1939 äktenskap med prokuristen Harry Oscar Marino Lindholm.